# Stoeng Treng (provincie)
Stoeng treng is een provincie van Cambodja in het noordoosten. Het grenst in het oosten aan de provincies Ratanakiri, in het zuiden aan Mondulkiri en Kratie en in het westen aan Kampong Thom en Preah Vihear. De noordelijke grens is de internationale grens van Cambodja met Laos. De Mekong rivier doorsnijdt de provincie. De provincie is grotendeels bedekt met bos, maar houtkap en visserij leggen een hoge druk op de bos- en visreserves.

## Etymologie
Oorspronkelijk kreeg Stung Treng de naam "Tonle Ropov", wat nu een gebied in Stung Treng is dat "Tonle Ropov Gebied" wordt genoemd.
De naam "Satung Teng" werd gesticht door een monnik genaamd "Seang Peng" uit Vientiane. De woorden "Satung Teng" zijn veranderd in "Xiang Taeng". In het Laotiaans betekent het woord "Xiang" "godin" die is afgetreden, terwijl het woord "Taeng" "gebouwd" betekent.
Door vooruitgang in de Khmer-taal werd het later "Stung Treng" genoemd, wat een rivier van riet betekent.

## Geschiedenis
Stung Treng maakte eerst deel uit van het Khmer-rijk, daarna van het Laotiaanse koninkrijk Lan Xang, en later van het Laotiaanse koninkrijk Champasak. Na de Frans-Siamese oorlog van 1893 werd Chiang Taeng (Stung Treng) van 1893 tot 1904 bestuurd door Frans Neder-Laos. In 1904 ruilde Frans Laos de provincie aan het Franse Protectoraat Cambodja in ruil voor Champassak, waardoor een kleine Laotiaanse minderheid in Cambodja bleef.
Door de ligging aan de grens en de beboste bergen in het noordoosten van de provincie was het een broeinest van communistische opstandelingen en een doelwit van Amerikaanse bommen in de jaren '60 en '70. De opstand duurde van de Vietnamese infiltratie in de jaren '50 tot de late jaren van de Rode Khmer.

## Geografie
De provincie Stung Treng, met een oppervlakte van 11.092 vierkante kilometer, grenst in het noorden aan Laos, in het oosten aan Ratanakiri, in het westen aan Preah Vihear en in het zuiden aan Kratié en Kampong Thom.
Uitgestrekte bossen, elkaar kruisende rivieren en beekjes kenmerken het. Stung Treng omvat ook het westelijke deel van het enorme Virachey National Park, dat bereikbaar is vanuit Siem Pang. De provincie heeft ook drie grote rivieren - de Sekong rivier, de Sesan rivier en de Mekong - met honderden kleine eilandjes verspreid over het riviertraject in Stung Treng.
Het is ook een van de weinige provincies waar je de zeldzame en bedreigde Irrawaddy dolfijn in het wild kunt zien in de buurt van de grens met Laos, Borei O'Svay Sen Chey District en Anlong Cheuteal in Stung Treng.

## Weer
In Stung Treng is het in het natte seizoen drukkend en bewolkt, in het droge seizoen benauwd en gedeeltelijk bewolkt, en het is het hele jaar door heet. In de loop van het jaar varieert de temperatuur meestal van 20 °C tot 38 °C en is zelden lager dan 16 °C of hoger dan 40 °C.

### Klimaat
Gemiddeld valt er veel regen (regenseizoen) in mei, juni, juli, augustus en september - het natste seizoen, met een neerslag van 304,3 mm - en oktober. Stung Treng kent droge perioden in januari, februari en december, waarbij januari de droogste maand is. De warmste maand is april met een gemiddelde temperatuur van 35 °C. De koudste maand is januari met een gemiddelde temperatuur van 18 °C.
| Climate data for Stung Treng Province | Climate data for Stung Treng Province | Climate data for Stung Treng Province | Climate data for Stung Treng Province | Climate data for Stung Treng Province | Climate data for Stung Treng Province | Climate data for Stung Treng Province | Climate data for Stung Treng Province | Climate data for Stung Treng Province | Climate data for Stung Treng Province | Climate data for Stung Treng Province | Climate data for Stung Treng Province | Climate data for Stung Treng Province | Climate data for Stung Treng Province |
| Month                                 | Jan                                   | Feb                                   | Mar                                   | Apr                                   | May                                   | Jun                                   | Jul                                   | Aug                                   | Sep                                   | Oct                                   | Nov                                   | Dec                                   | Year                                  |
| ------------------------------------- | ------------------------------------- | ------------------------------------- | ------------------------------------- | ------------------------------------- | ------------------------------------- | ------------------------------------- | ------------------------------------- | ------------------------------------- | ------------------------------------- | ------------------------------------- | ------------------------------------- | ------------------------------------- | ------------------------------------- |
| Record high °C (°F)                   | 36.1 (97.0)                           | 37.2 (99.0)                           | 38.3 (100.9)                          | 40.6 (105.1)                          | 38.9 (102.0)                          | 37.2 (99.0)                           | 38.9 (102.0)                          | 38.9 (102.0)                          | 33.9 (93.0)                           | 33.9 (93.0)                           | 34.4 (93.9)                           | 33.9 (93.0)                           | 40.6 (105.1)                          |
| Average high °C (°F)                  | 31.1 (88.0)                           | 32.8 (91.0)                           | 34.4 (93.9)                           | 35.0 (95.0)                           | 32.8 (91.0)                           | 31.7 (89.1)                           | 30.6 (87.1)                           | 30.6 (87.1)                           | 30.0 (86.0)                           | 30.0 (86.0)                           | 30.0 (86.0)                           | 29.4 (84.9)                           | 31.5 (88.7)                           |
| Daily mean °C (°F)                    | 25.0 (77.0)                           | 26.7 (80.1)                           | 28.9 (84.0)                           | 30.0 (86.0)                           | 28.6 (83.5)                           | 27.8 (82.0)                           | 27.0 (80.6)                           | 27.2 (81.0)                           | 26.7 (80.1)                           | 26.4 (79.5)                           | 25.8 (78.4)                           | 24.2 (75.6)                           | 27.0 (80.6)                           |
| Average low °C (°F)                   | 18.9 (66.0)                           | 20.6 (69.1)                           | 23.3 (73.9)                           | 25.0 (77.0)                           | 24.4 (75.9)                           | 23.9 (75.0)                           | 23.3 (73.9)                           | 23.9 (75.0)                           | 23.3 (73.9)                           | 22.8 (73.0)                           | 21.7 (71.1)                           | 18.9 (66.0)                           | 22.5 (72.5)                           |
| Record low °C (°F)                    | 9.4 (48.9)                            | 11.1 (52.0)                           | 17.2 (63.0)                           | 20.0 (68.0)                           | 18.9 (66.0)                           | 19.4 (66.9)                           | 20.0 (68.0)                           | 19.4 (66.9)                           | 18.9 (66.0)                           | 17.2 (63.0)                           | 11.7 (53.1)                           | 10.0 (50.0)                           | 9.4 (48.9)                            |
| Average precipitation mm (inches)     | 2.5 (0.10)                            | 12.7 (0.50)                           | 27.9 (1.10)                           | 83.8 (3.30)                           | 203.2 (8.00)                          | 276.9 (10.90)                         | 337.8 (13.30)                         | 309.9 (12.20)                         | 325.1 (12.80)                         | 188.0 (7.40)                          | 61.0 (2.40)                           | 12.7 (0.50)                           | 1,841 (72.48)                         |

## Economie
De economie van Stung Treng is uitsluitend gebaseerd op landbouw. Overal in de provincie zijn verschillende plantages aangelegd, zoals hout-, rubber- en cashnotenplantages. 85% van de bevolking woont op het platteland van de provincie en is voor zijn bron van inkomsten afhankelijk van de landbouw. Veeteelt, visserij en zijdeweverij zijn ook belangrijke industrieën in de provincie.
De Japan Oil, Gas and Metals National Corporation vond in 2019 een gemineraliseerde gordel van koper en zink in de provincie, en is van plan om verdere exploratie te intensiveren met een Japanse partner om de mineralen te winnen. De exploratieplaats ligt ongeveer 260 kilometer ten noorden van Phnom Penh.

## Opmerkelijke personen
- Ken Lo, gevechtskunstenaar, acteur, stuntman
- Sinn Sisamouth, Singer-songwriter